# المنظر (إب)

تعديل مصدري - تعديل

المنظر هي إحدى قرى عزلة الموية بمديرية إب التابعة لمحافظة إب، بلغ تعداد سكانها 443 نسمة حسب تعداد اليمن لعام 2004.